# 山崎祥琳
山崎 祥琳（やまざき しょうりん　1951年〈昭和26年〉 - ）は、日本の仏師、新潟県長岡市の浄覚寺の住職。
京都の大谷大学・大学院時代に仏像彫刻の修養を積む。
新潟県新潟市で新潟仏像美術展を定期的に開催している。

## 著書
- 『だれでもできるほのぼの仏像彫刻』考古堂書店、2015年